# Orgen
Orgen is een bestuurslaag in het regentschap Alor van de provincie Oost-Nusa Tenggara, Indonesië. Orgen telt 667 inwoners (volkstelling 2010).

## Geboren
- Germain Gilson (1906-1965),  senator